# Список глав государств в 162 году до н. э.
| 163 до н. э. ← Список глав государств по годам → 161 до н. э. |

## Азия
- Анурадхапура — Элара, царь (205 до н. э. — 161 до н. э.)
- Армения Великая — Арташес I, царь (189 до н. э. — 160 до н. э.)
- Вифиния — Прусий II, царь (182 до н. э. — 149 до н. э.)
- Греко-Бактрийское царство — Эвкратид I, царь  (171 до н. э. — 145 до н. э.)
- Иберия — Саурмаг I, царь  (234 до н. э. — 159 до н. э.)
- Индо-греческое царство — Менандр I, царь  (165 до н. э. — 130 до н. э.)
- Каппадокия — Ариарат V Евсеб Филопатор, царь (163 до н. э. — 130 до н. э.)
- Китай (Династия Хань) — Вэнь-ди (Лю Хэн), император  (180 до н. э. — 157 до н. э.)
- Коммагена — Птолемей,  царь (163 до н. э. — 130 до н. э.)
- Корея:
  - Махан — Ан, вождь[англ.] (189 до н. э. — 157 до н. э.)
  - Пуё — Кохэса, тхандже (170 до н. э. — 121 до н. э.)
- Намвьет — Чьеу Ву-де, император (207 до н. э. — 137 до н. э.)
- Парфия — Митридат I, царь (171 до н. э. — 132 до н. э.)
- Пергамское царство — Эвмен II, царь (197 до н. э. — 159 до н. э.)
- Понтийское царство — Фарнак I, царь (190 до н. э. — 159 до н. э.)
- Сабейское царство — Вахаб эль Яхиз II, царь (180 до н. э. — 160 до н. э.)
- Сатавахана — Пурнотанга, махараджа (170 до н. э. — 152 до н. э.)
- Селевкидов государство (Сирия):
  - Антиох V Евпатор, царь (164 до н. э. — 162 до н. э.)
  - Деметрий I Сотер, царь (162 до н. э. — 150 до н. э.)
- Хунну — Лаошан, шаньюй (174 до н. э. — 161 до н. э.)
- Шунга — Пушьямитра Шунга, император (185 до н. э. — 149 до н. э.)
- Япония — Когэн, тэнно (император) (214 до н. э. — 158 до н. э.)

## Африка
- Египет — Птолемей VI Филометор, царь (180 до н. э. — 164 до н. э., 163 до н. э. — 145 до н. э.)
- Киренаика — Птолемей VIII Эвергет, царь (163 до н. э. — 145 до н. э.)
- Мероитское царство (Куш) — Шанакдакете, царица (ок. 170 до н. э. — ок. 150 до н. э.)
- Нумидия — Массинисса, царь (202 до н. э. — 148 до н. э.)

## Европа
- Афины:
  - Эраст, архонт (163 до н. э. — 162 до н. э.)
  - Посидоний, архонт (162 до н. э. — 161 до н. э.)
- Боспорское царство — Перисад III, царь (ок. 180 до н. э. — ок. 150 до н. э.)
- Ирландия — Дуи Далта Дедад, верховный король (169 до н. э. — 159 до н. э.)[1]
- Одрисское царство (Фракия) — Бифис, царь (167 до н. э. — 120 до н. э.)
- Римская республика:
  - Публий Корнелий Сципион Назика Коркул, консул (162 год до н. э., 155 год до н. э.)
  - Гай Марций Фигул, консул (162 год до н. э., 156 год до н. э.)

## Галерея

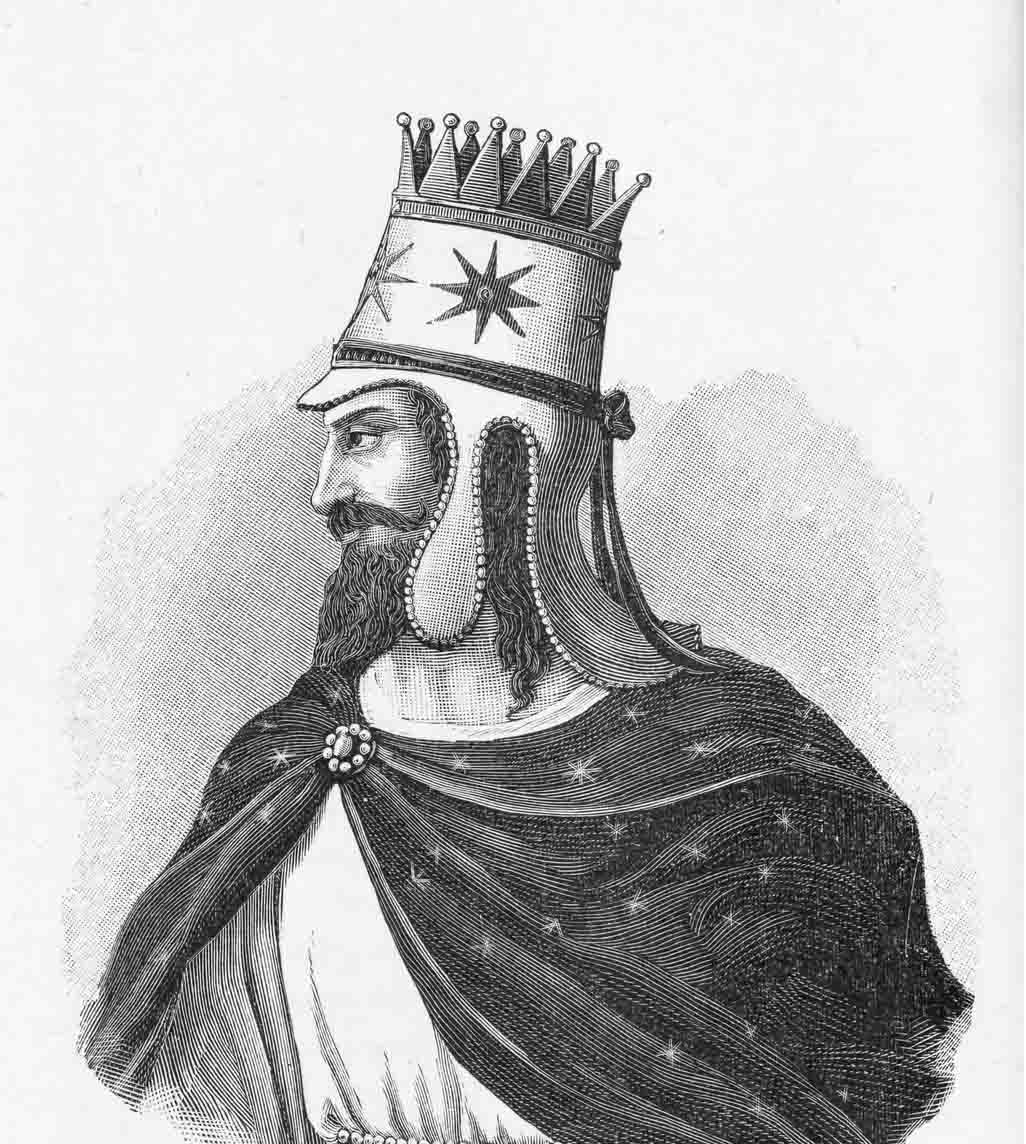
Арташес I 189 до н.э.—160 до н.э. Царь Армении
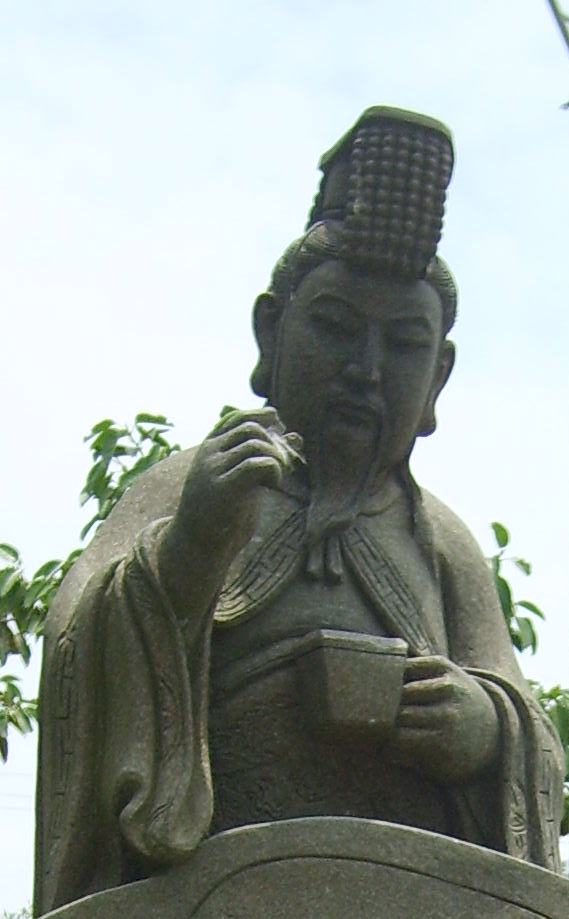
Вэнь-ди 180 до н.э.—157 до н.э. Император Китая
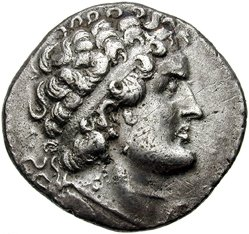
Птолемей VI Филометор 180 до н.э.-164 до н.э., 163 до н.э.—145 до н.э. Царь Египта
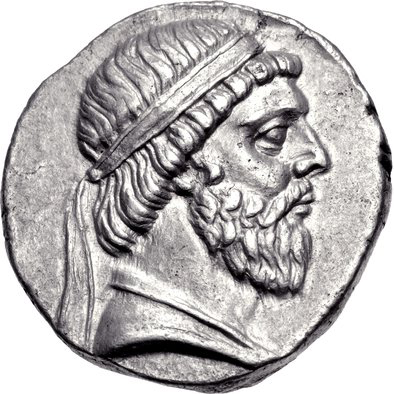
Митридат I 171 до н.э.—132 до н.э. Царь Парфии
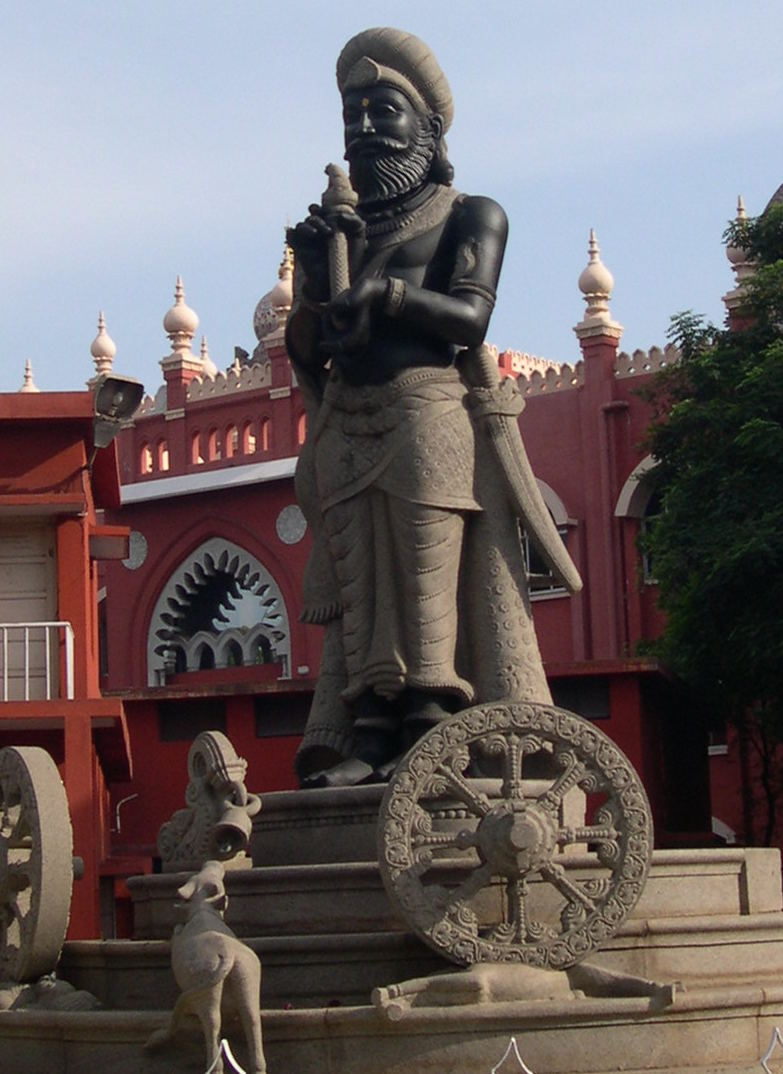
Элара 205 до н.э.—161 до н.э. Царь Анурадхапуры
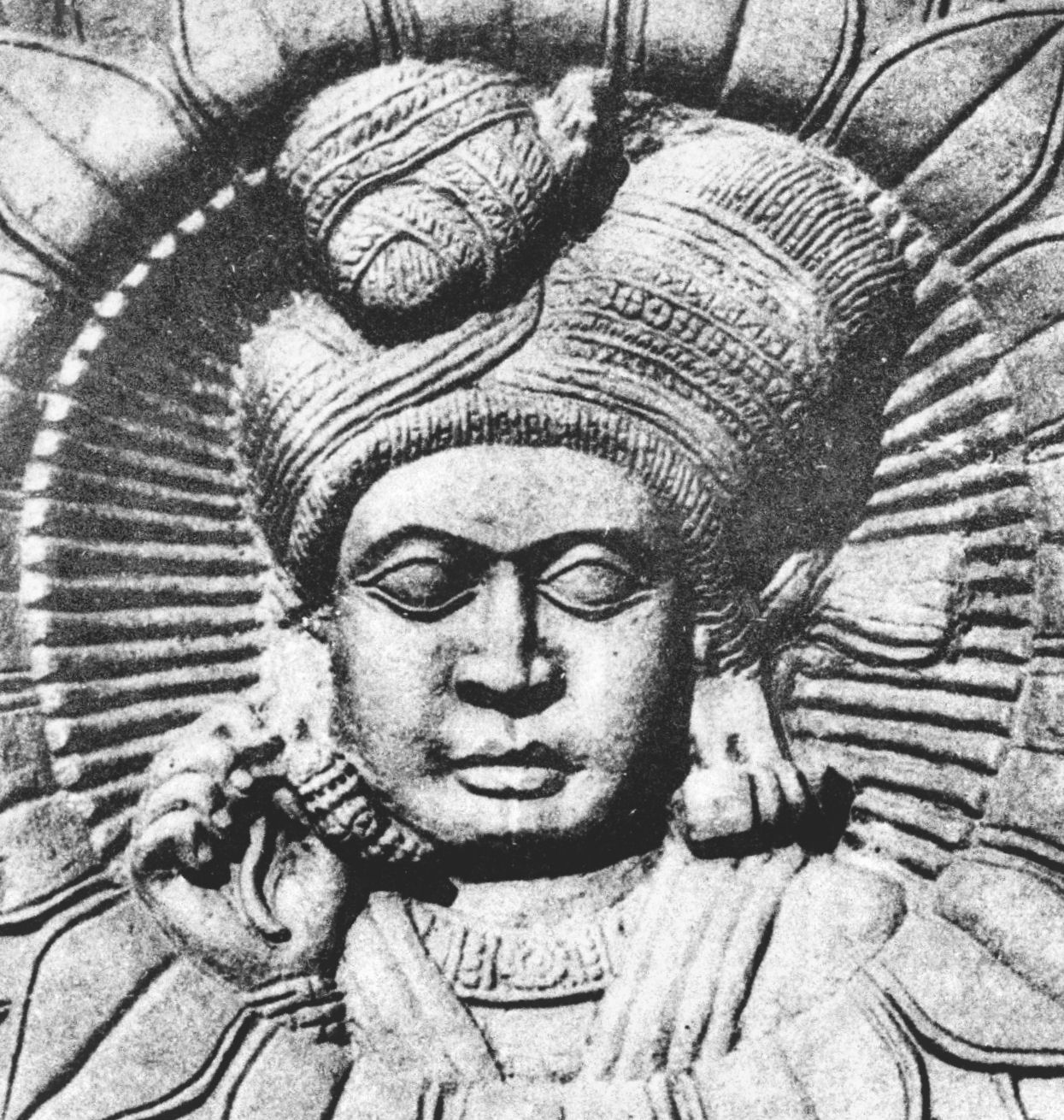
Пушьямитра Шунга 185 до н.э.— 149 до н.э. Император Шунги
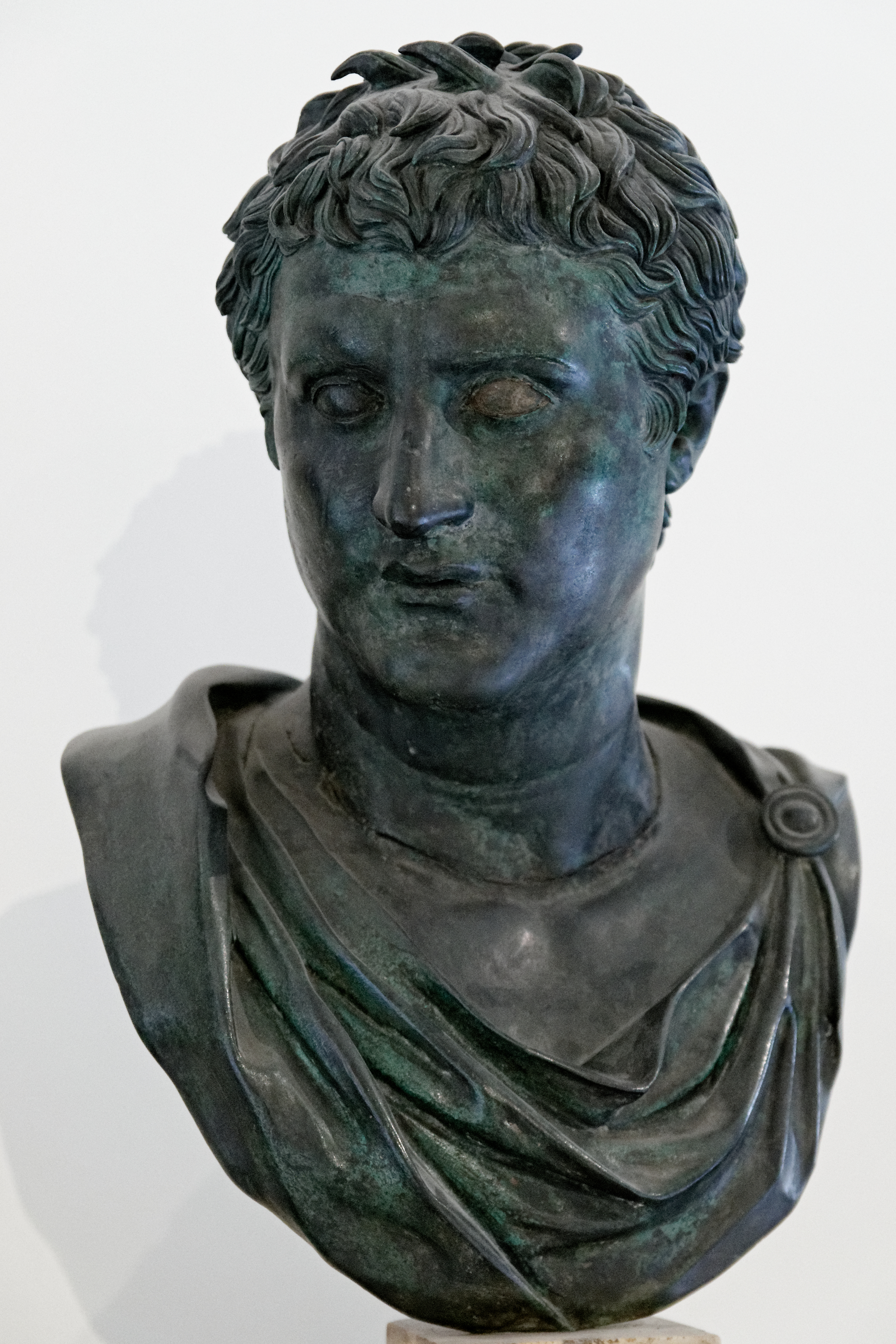
Эвмен II 197 до н.э.—159 до н.э. Царь Пергама
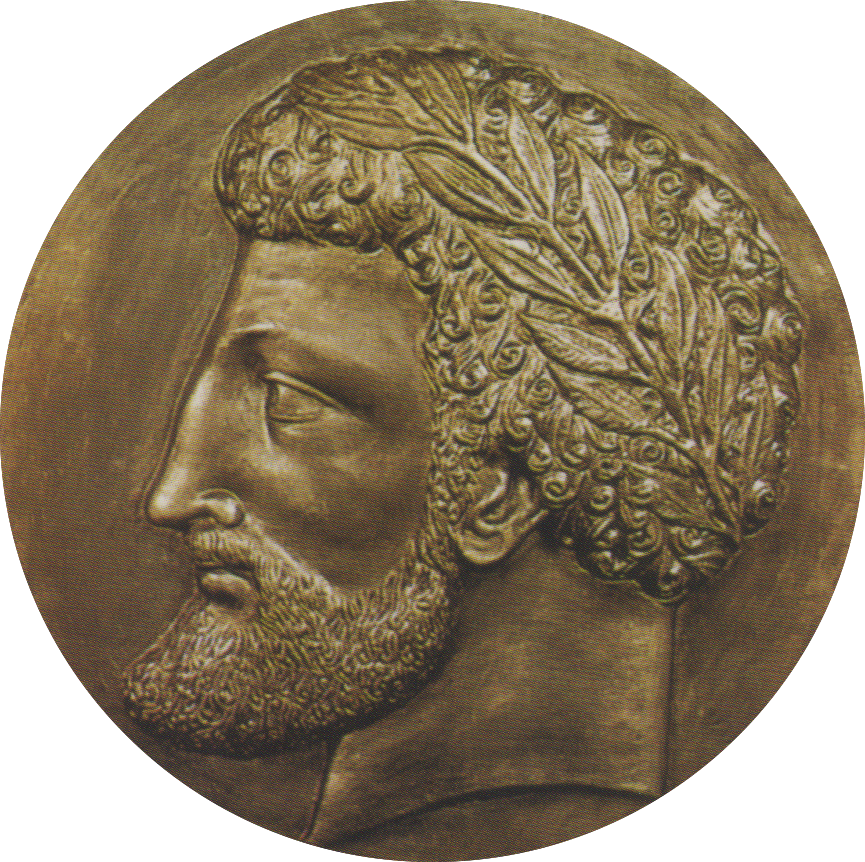
Массинисса 202 до н.э.— 148 до н.э. Царь Нумидии
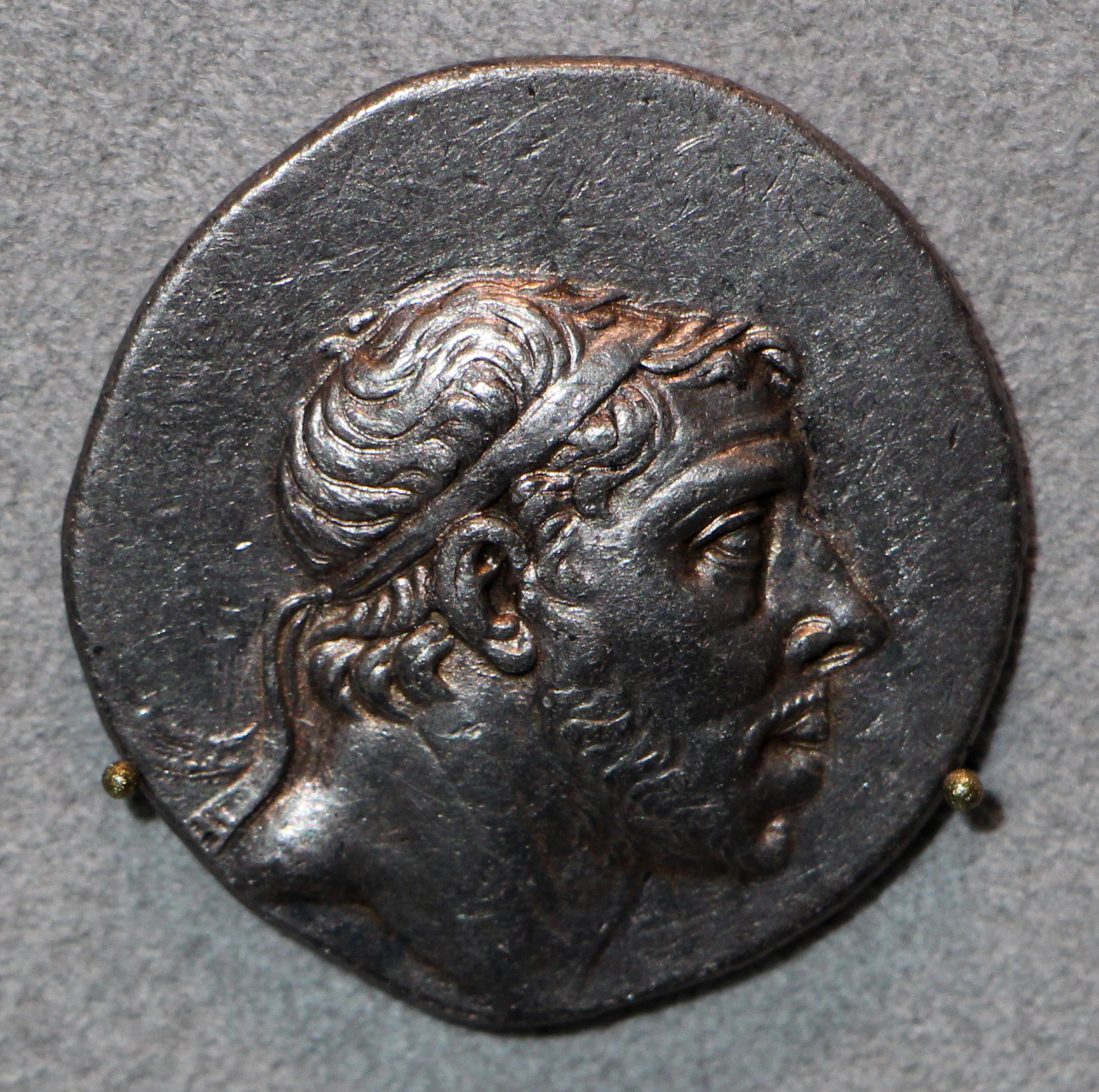
Фарнак I 190 до н.э.—159 до н.э. Царь Понта
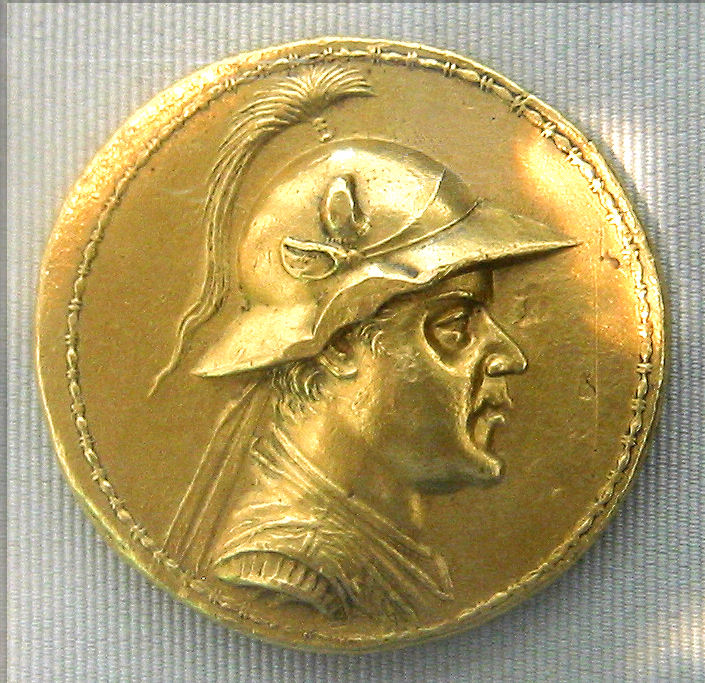
Эвкратид I 171 до н.э.—145 до н.э. Греко-бактрийский царь
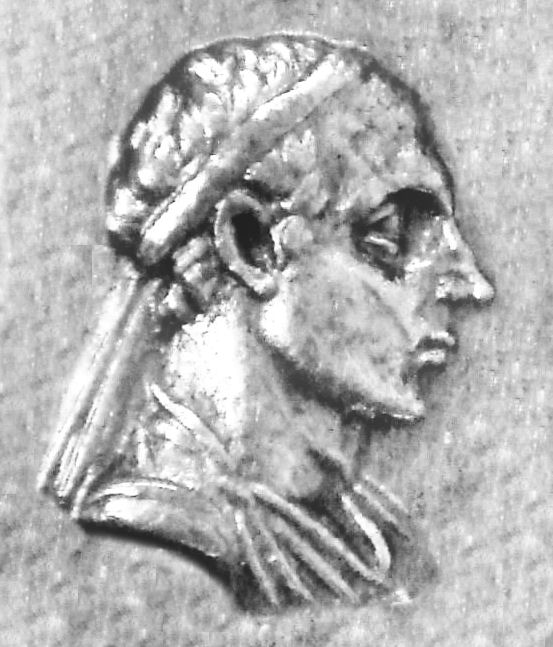
Менандр I 165 до н.э.—130 до н.э. Индо-греческий царь
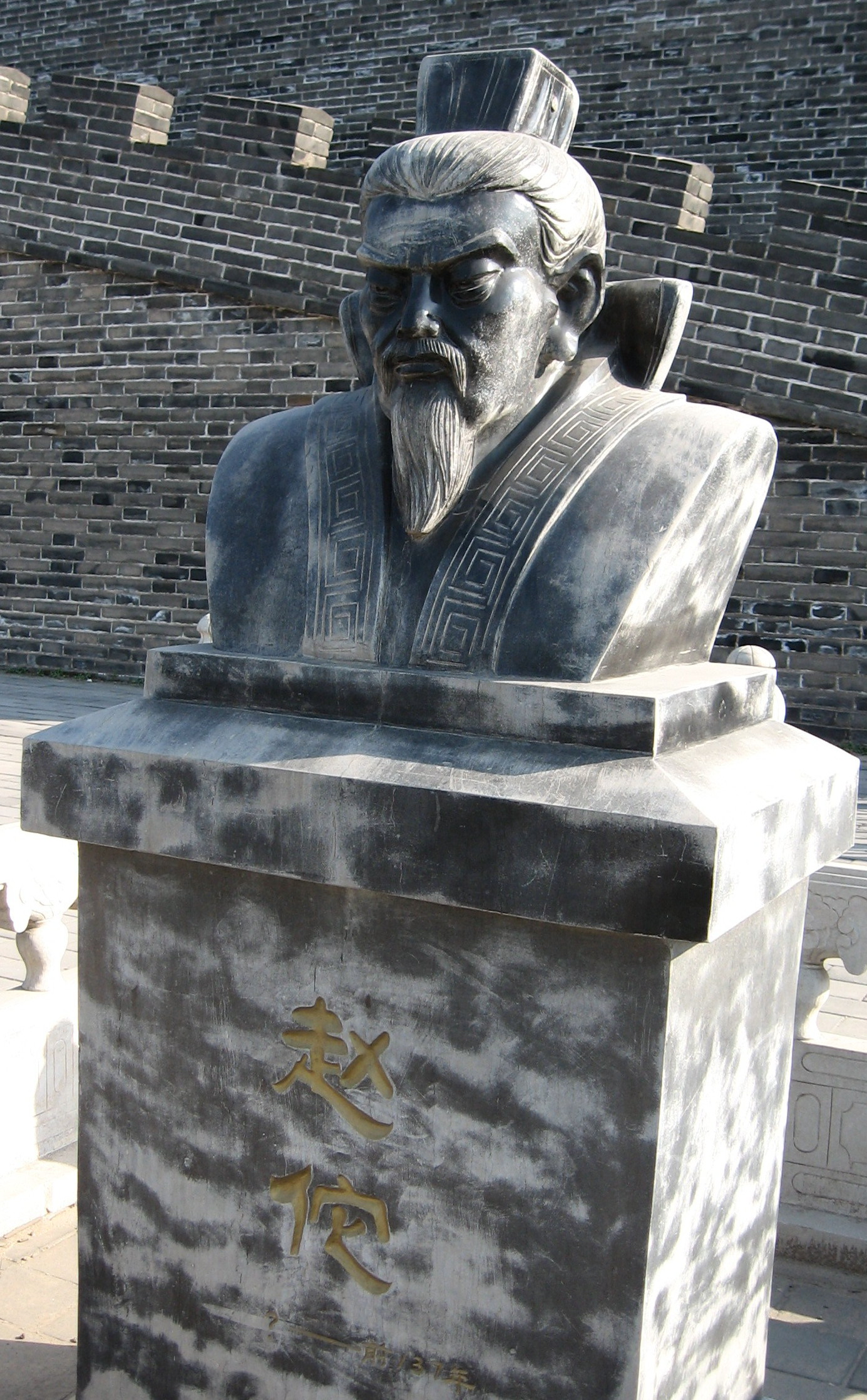
Чьеу Ву-де 207 до н.э.—137 до н.э. Император Намвьета
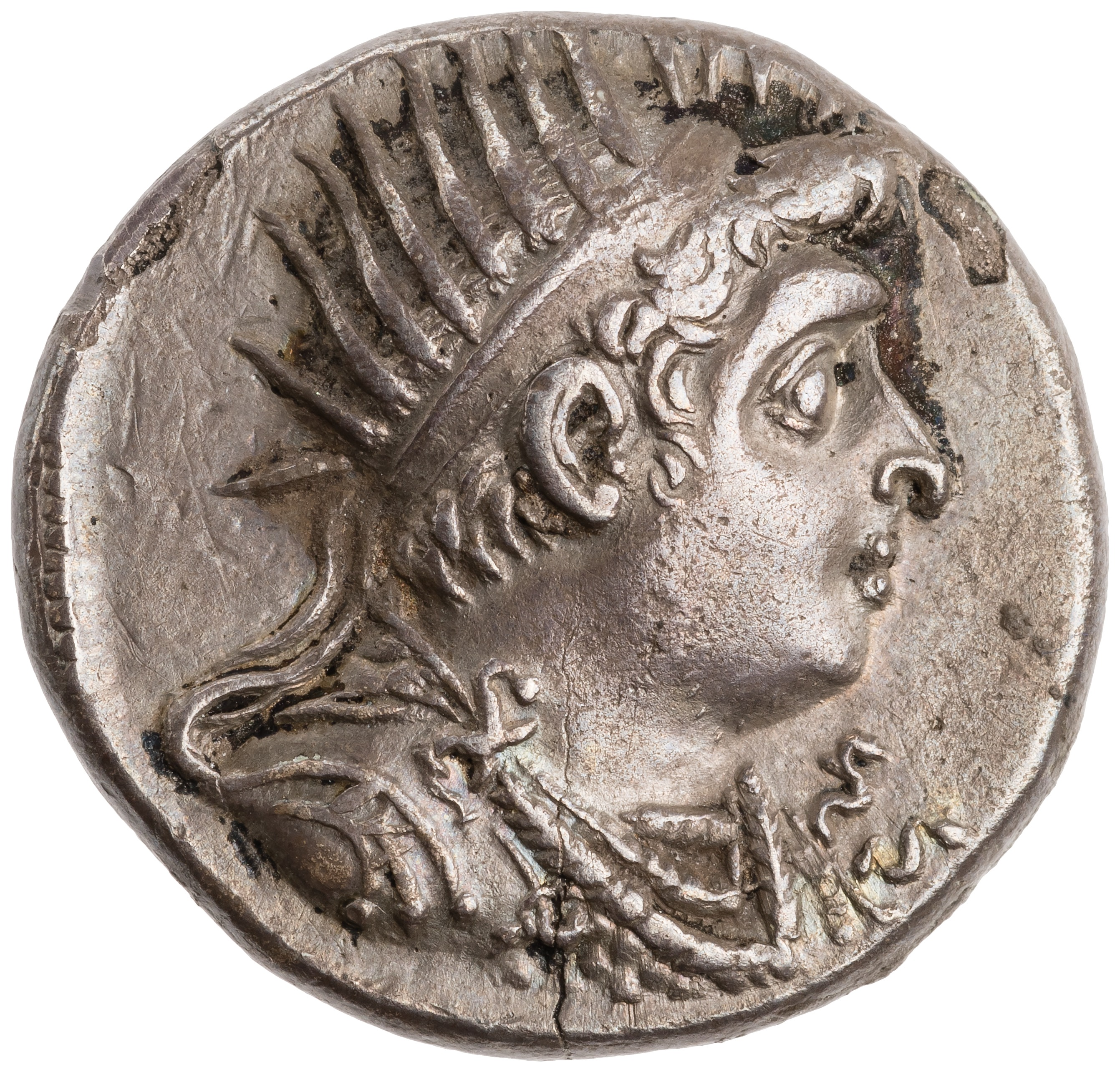
Птолемей VIII Эвергет 163 до н.э.—145 до н.э. Царь Киренаики
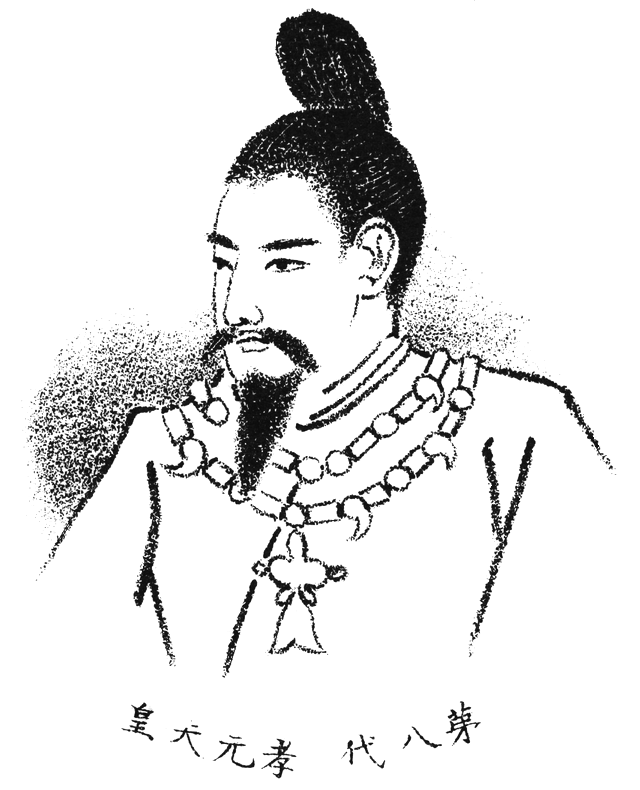
Когэн 214 до н.э.—158 до н.э. Император Японии